# Татарское Тенишево
Татарское Тенишево — село в Атюрьевском районе Мордовии. Входит в состав Большешуструйского сельского поселения.

## География
Расположено на реке Шуструй, в 10 км к югу от райцентра Атюрьево, высота над уровнем моря 172 м.

## История
Название села происходит от фамилии служилых татар, князей Тенишевых, владевших деревней в XVII веке, о чём сообщается в «Списке мурз, татаров и рейтаров» Темниковского уезда за 1675 год. В «Списке населённых мест Пензенской губернии 1869 года» Тенишево — казённое село Краснослободского уезда из 18 дворов.

## Население
| 2002 | 2010 |
| ---- | ---- |
| 64   | ↗68  |

Национальный состав
Согласно результатам Всероссийской переписи населения 2002 года, в национальной структуре населения татары составляли 97 %.

## Известные личности
- Агеев, Фахрель-Ислам Невмятуллович (1887-1938), первый профессиональный татарский детский писатель.